# Человек-Воздушный шар
«Человек-Воздушный шар» (англ. The Balloonman) — третий эпизод первого сезона американского телесериала «Готэм». Эпизод был срежиссирован Дермоттом Доунсом по сценарию Джона Стивенса.
Эпизод посмотрели 6,36 миллиона зрителей, он получил неоднозначные отзывы, причем критика была направлена на темп повествования.

## Сюжет
Кобблпот возвращается в Готэм-Сити. В экстренном выпуске новостей по ближайшему телевидению сообщается, что бизнесмен Рональд Дэнзер выпущен под залог в ожидании суда по делу о мошенничестве с финансовой пирамидой на полмиллиарда долларов. Он пытается сбежать, но на выходе из здания его перехватывает человек в маске свиньи. Мужчина привязывает Дэнзера к метеозонду, и тот парит в небе.
Пока Гордон и Буллок расследуют дело «Человека-Воздушного шара», Гордон работает с Селиной над делом об убийстве Уэйнов. Он отводит ее в переулок и объясняет, что она видела, но Гордон не уверен, что она действительно была там во время инцидента. Когда она рассказывает, что украла кошелек у мужчины, прежде чем отправиться в переулок, и вспоминает, когда мужчина сообщил об этом, она говорит, что кошелек упал в канализацию. Гордон надевает на нее наручники и спускается в канализацию, чтобы найти кошелек. Он находит его, но Селина освобождается и убегает.
Монтойя и Аллен расспрашивают Фиш Муни о местонахождении Кобблпота. Она предполагает, что его убил Гордон, что заставляет их понять, что заказчиком убийства был Фальконе. Тренируясь с Альфредом в фехтовании, Брюс решает провести собственное расследование убийства своих родителей.
Кобблпот устраивается на работу в ресторан «Бамонте» посудомойщиком под псевдонимом Паоло, после того как убил одного из сотрудников. Он удивляется, когда видит, что босс мафии Сальваторе Марони использует ресторан в качестве операционной базы для своего бизнеса. Марони замечает его и заводит с ним дружбу, поскольку видит в Кобблпоте более молодую версию самого себя. Лейтенант Билл Крэнстон становится следующей жертвой Человека-Воздушного шара. Монтойя навещает Барбару, и выясняется, что раньше они были любовниками. Монтойя пытается рассказать Барбаре о причастности Гордона к исчезновению Кобблпота, но Барбара отказывается ей верить.
Гордон и Буллок арестовывают Карла Смайкерса, изготовителя воздушных шаров, и доставляют его в участок для допроса. Они понимают, что Человеком-Воздушным шаром является Дэвис Ламонд, и получают приказ арестовать его. Прибыв на объект, Гордон и Буллок устраивают на него засаду. Однако Ламонд держит Буллока под прицелом и признается, что стал таким, чтобы остановить коррупцию в городе. После драки, во время которой Гордон и Ламонд поднимаются в воздух, держа метеозонд в руках, Буллок стреляет в воздушный шар, и оба падают. Затем Ламонда арестовывают.
Брюс и Альфред наблюдают за арестом Ламонда, причем Альфред хвалит его действия, но Брюс говорит, что, поскольку он убивал людей, он тоже преступник. В пентхаусе Гордонов Барбара открывает дверь, и на пороге появляется Кобблпот, который спрашивает Гордона.

## Критика

### Рейтинг
Эпизод посмотрели 6,36 миллиона зрителей с рейтингом 2,5 среди взрослых в возрасте от 18 до 49 лет. С учетом просмотра Live+7 DVR, общий рейтинг эпизода составил 10,88 миллиона зрителей, а в группе от 18 до 49 лет — 4,5 балла.

### Отзывы критиков

#### Оценки
| Источник          | Оценка   | Прим. |
| ----------------- | -------- | ----- |
| Rotten Tomatoes   | 60 %     | [ 3 ] |
| The A.V. Club     | С-       | [ 4 ] |
| Paste Magazine    | 5.0      | [ 5 ] |
| TV Fanatic        | 3,5 / 5  | [ 6 ] |
| IGN               | 7.2 / 10 | [ 7 ] |
| New York Magazine | 3 / 5    | [ 8 ] |

«Человек-Воздушный шар» в целом был хорошо принят критиками. На сайте-агрегаторе обзоров Rotten Tomatoes этот эпизод получил рейтинг 60 % на основе 24 рецензий, а консенсус сайта гласит: «Самый шаткий эпизод „Готэма“ на данный момент, „Человек-Воздушный шар“ непоследователен по тону, но выигрывает от желанной дозы черного как смоль юмора».
Мэтт Фаулер из IGN поставил эпизоду «хорошие» 7,2 балла из 10 и написал в своем вердикте: «„Человек-Воздушный шар“ был хорош, но чем больше „Готэм“ изображается как выгребная яма со всех возможных точек зрения, тем труднее переживать о чем-либо или ком-либо. Возможно, именно поэтому злодеи уже представляют собой наиболее интересные части сериала. Все, что Гордон может делать прямо сейчас, — это усердно ворчать, а затем пытаться раскрыть дела, которые никто не хочет раскрывать. И хотя сериал никогда не упускает момента, чтобы предвещать грядущие события (в сериале, который мы никогда не увидим), странно думать, что к тому времени, когда Бэтмен появится на сцене, он может даже не казаться чем-то особенным. Город уже обостряет ситуацию и сходит с ума намного раньше запланированного срока».
Оливер Сава из The A.V. Club оценил эпизод на «троечку» и написал: «Помните эпизод на прошлой неделе, в котором Селина Кайл рассказывала Гордону, что она знает, кто на самом деле убил Уэйнов? Сегодняшняя серия начинает развивать эту оборванную нить, прежде чем в буквальном смысле сделать крюк, а затем Селина исчезает до конца истории. Это не обязательно плохо, потому что Камрен Бикондова не самая сильная актриса, но это расстраивает с точки зрения сюжета. Гордон отвозит Селину обратно в Криминальный переулок и сразу же начинает задаваться вопросом, почему он должен верить ей вместо того, чтобы получить информацию, с помощью которой он мог бы выследить убийцу Уэйнов. Я не специалист по полицейским процедурам, так что, возможно, это обычная практика — убедиться, что свидетель действительно был на месте происшествия, прежде чем получать информацию, но мне кажется, что все это — способ отложить решение проблемы, возникшей на прошлой неделе, еще на несколько недель. Расследование убийства Уэйнов является движущей силой повествования этого шоу, но из-за небольших шагов, предпринятых в этом эпизоде, этот важный аспект истории кажется второстепенным».